# Демократическая партия Таджикистана
Демократи́ческая партия Таджикистана (тадж. Ҳизби демократи Тоҷикистон / حزب دموکرات تاجیکستان) — официально зарегистрированная оппозиционная правая политическая партия в Таджикистане. Одна из шести партий, представленных в Высшем собрании (Маджлиси Оли) Республики Таджикистан, который является двухпалатным парламентом страны. Партия имеет своего одного представителя в этом парламенте.
Девиз партии — «Благая мысль, благая речь, благое деяние» (тадж. Пиндори нек, гуфтори нек, кирдори нек), который отражён на эмблеме партии на разных языках мира.

## История
Демократическая партия Таджикистана была основана в августе 1990 года, за месяц до объявления о независимости Таджикистана от СССР несколькими таджикскими диссидентами, выступавшими за независимость Таджикистана.
Партия выступала за независимость Таджикистана, активно участвовала в политической жизни страны в первые годы независимости страны, хотя и не являлась парламентской партией.
В президентских выборах 1991 года, ДПТ выдвинула от себя известного советского и таджикского кинодокументалиста, общественного и политического деятеля, народного артиста Таджикской ССР — Давлатназара Худоназарова. По итогам первых президентских выборов в истории Таджикистана, Худоназаров набрал 30,1 % голосов избирателей, уступив будущему первому президенту Таджикистана Рахмону Набиеву, который смог набрать 56,9 % голосов.
В мае 1992 года в Таджикистане началась гражданская война, продолжавшаяся до 1997 года. В 1993 году Демократическая партия Таджикистана была запрещена на территории Таджикистана, а её официальная регистрация была аннулирована. Официальные власти республики считали партию одной из зачинщиков гражданской войны, наряду с другими оппозиционными демократическими, либеральными и исламистскими партиями. После запрета партии, её лидер Шодмон Юсуф бежал из Таджикистана в Иран, и обосновался в Тегеране.
Партия вошла в Объединённую таджикскую оппозицию (ОТО), куда входили различные либеральные, демократические, национальные и исламистские партии и движения, которые боролись в гражданской войне против официальных властей республики.
В 1995 году, когда ещё в Таджикистане продолжалась гражданская война, Демократическая партия раскололась на два крыла. В казахстанской Алма-Ате часть демократов избрала новое руководство во главе с Джумабоем Ниёзовым, а в Министерстве юстиции Республики Таджикистан прошла официальную регистрацию другое её крыло, под руководством Азама Афзали.
В 1997 году в результате межтаджикских переговоров и мирных соглашений при посредничестве России и Ирана, закончилась гражданская война в Таджикистане. В сентябре 1999 года партию возглавил Махмадрузи Искандаров — один из старейших членов партии. После этого, партию удалось объединить.
В феврале 2005 года ДПТ впервые участвовала в парламентских выборах в Таджикистане. Партия по итогам выборов набрала 7,36 % голосов (190 412 голосов избирателей) и не смогла войти в парламент.
В апреле того же года лидер партии Махмадрузи Искандаров был незаконно похищен спецслужбами из российского города Королёв (Московская область) и вывезен в Таджикистан, где был осуждён на 23 года лишения свободы. Искандаров обвинялся властями страны в терроризме, бандитизме, незаконном хранении оружия и присвоении государственной собственности. После этого, новой главой партии был избран Масуд Собиров. Партия бойкотировала президентские выборы 2006 года.
Демократическая партия Таджикистана бойкотировала выборы президента страны 2006 года. В распространённом заявлении партии говорилось, что политическая среда в Таджикистане не способствует проведению открытых, прозрачных и демократических выборов. Также партийцы поставили под сомнение законность очередного выдвижения на выборы действующего президента страны.
В очередных парламентских выборах 2010 года ДПТ набрала лишь 0,84 % голосов и не смогла войти в парламент страны.
В 2013 году лидер партии Масуд Собиров был отстранён от своей должности, а его место занял Саидджафар Исмонов. На президентских выборах в 2013 году партия выдвинула в качестве кандидата в президенты своего лидера Саидджафара Исмонова. По итогам выборов Исмонов занял последнее, шестое место в президентской гонке, набрав 1,2 % голосов.

### Партия в настоящее время
В 2013 году Министерство юстиции Республики Таджикистан заново зарегистрировало Демократическую партию Таджикистана, которая реформировала свой устав. Новым лидером партии стал Саиджаффар Усмонзода. Ряд действующих и бывших членов партии расценили смену устава партии символом слабости перед властями страны, негласно угрожавшие существованию партии при сохранении ей своего прежнего устава. Критике подвергся и новый лидер партии Саиджафар Усмонзода, допустившего фактически частичному подчинению партии властям, из-за чего ряд членов и активистов партии публично покинули партию в знак протеста.
На парламентских выборах 2015 года Демократическая партия Таджикистана смогла набрать 1,7 % голосов избирателей. Это обеспечило впервые в истории Демократической партии Таджикистана возможность представить своего одного представителя в нижней палате парламента Таджикистана. Им стал лидер партии Саиджаффар Усмонзода. На парламентских выборах 2020 года Демократическая партия Таджикистана сумела набрать 5,1 % голосов и вновь представить своего одного представителя в парламенте — им вновь стал лидер партии Саиджаффар Усмонзода.
11 мая 2024 года на XVIII внеочередном съезде партии Саиджаффар Усмонзода был отстранён с поста лидера партии. Путём открытого голосования на пост лидера партии избран Шахбози Аброр. Экс-лидер партии не признал легитимность съезда и обратился в Министерство юстиции РТ, Минюст РТ 31 мая в своём письме подтвердил легитимность съезда.
Новым лидером партии стал 34 летний журналист, основатель газеты "Истиклол" Шахбози Аброр, параллельно лидер партии работает в администрации столицы.

## Идеология
Демократическая партия Таджикистана считается партией правого толка, с либерально-консервативной и паниранистской идеологией, и ярко выраженными идеями умеренного таджикского национализма. Активисты и члены партии выступают за политическое, экономическое и культурное объединение так называемого «Иранского мира» или «Большого Ирана», особенно выступая за союзнические отношения Таджикистана с Ираном, Афганистаном и Узбекистаном. Между тем, представители Демократической партии Таджикистана не являются сторонниками действующей ныне в Иране и Афганистане исламской республики, выступая за секуляризацию и демократизацию Ирана и Афганистана, сотрудничая в этом лице с начала 90-х годов с несколькими иранскими и афганскими антиклерикальными и паниранистскими партиями и движениями. В начале 90-х годов партия имела связи с узбекской демократической партией «Эрк». Демократическая партия Таджикистана с момента своего основания выступает за возвращение арабско-персидской письменности для таджикского языка. Ряд членов партии отрицают самостоятельное существование таджикского языка, считая его неотъемлемой частью персидского языка (или фарси́), называя его «таджикским фарси́» (тадж. Форсии тоҷикӣ / فارسی تاجیکی).

## Результаты на парламентских выборах
| Выборы | Мандаты |
| ------ | ------- |
| 2000   | 0 из 63 |
| 2005   | 0 из 63 |
| 2010   | 0 из 63 |
| 2015   | 1 из 63 |
| 2020   | 1 из 63 |
| 2025   | 1 из 63 |

## Выборы президента
| Год  | Кандидат от партии      | %    |
| ---- | ----------------------- | ---- |
| 1991 | Давлатназар Худоназаров | 30,0 |
| 2013 | Саидджафар Исмонов      | 1,0  |